# SN 1961H
SN 1961H – supernowa typu Ia odkryta 8 maja 1961 roku w galaktyce NGC 4564. Jej maksymalna jasność wynosiła 11,80m.